# Horst Schumann
Horst Schumann (Halle, 1º maggio 1906 – Francoforte sul Meno, 5 maggio 1983) è stato un medico tedesco che come Sturmbannführer delle SS partecipò, nell'ambito del programma nazista di "igiene della razza", a sperimentazioni di sterilizzazione di massa tramite irradiazione di raggi X e di castrazione nel campo di internamento di Auschwitz nel famigerato Block 10.

## Biografia
Terzo figlio del medico Paolo Schumann, probabilmente fu la professione del padre a influenzare la scelta degli studi di Horst Schumann, che nel 1933 si laureò in medicina, ma fu certo la sua personale e entusiasta adesione alle idee del nazionalsocialismo che lo fece iscrivere al partito sin dal 1930 e a far parte nel 1932 delle SA.
Primo medico tedesco con la tessera del partito nazista Schumann iniziò la sua carriera nel 1933 nell'Ufficio di Salute Pubblica di Halle (Saale).

### L'eutanasia per la purezza della razza

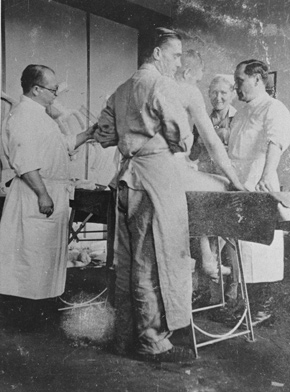
Carl Clauberg (a sin.) e Horst Schumann (di spalle) mentre operano ad Auschwitz

Ufficiale medico dell'aviazione nel 1939, all'inizio della seconda guerra mondiale, accettò l'invito di Viktor Brack, direttore del dipartimento "Aktion T4" a partecipare al progetto segreto di eutanasia per il problema dell'"igiene della razza" da risolversi con la soppressione o la sterilizzazione di persone affette da malattie genetiche, inguaribili o da più o meno gravi malformazioni fisiche.
Nel 1940 Schumann iniziò la sua carriera di "purificatore della razza" come capo della clinica di Grafeneck nel Württemberg, dove venne usata per la prima volta una camera a gas per la soppressione dei malati mentali o malati cronici considerati inguaribili, e l'anno successivo, con la stessa funzione, a Sonnenstein
Il programma di purezza razziale fu esteso con il piano "Aktion 14 f 13" che prevedeva l'eliminazione nei centri di eutanasia dei detenuti nei campi di concentramento così debilitati da essere ormai inabili al lavoro o dei cosiddetti "asociali".
Schumann come membro della commissione medica del progetto "Aktion 14 f 13" fu parte attiva nella eliminazione, ricorrendo anche a nuove tecniche come iniezioni di fenolo nel cuore, dei prigionieri considerati ormai inutili dei campi di Auschwitz, Buchenwald, Dachau, Flossenbürg, Gross-Rosen, Mauthausen, Neuengamme e Niederhangen.
Dopo i successi ottenuti con il progetto T4 e "Aktion 14 f 13" Schumann ebbe l'incarico di rafforzare l'azione per la sterilizzazione di masse inconsapevoli che Carl Clauberg stava realizzando sulle detenute ad Auschwitz.

### La sterilizzazione ad Auschwitz
Il 28 luglio 1941, Schumann arrivato ad Auschwitz mise in opera il macchinario a raggi X costruito dalla ditta Siemens (la cosiddetta Röntgenbombe) collegato a una "cabina di comando" schermata con lamiere di piombo. Lo strumento era costituito da due lastre irradianti fra le quali si facevano passare donne nude inconsapevoli della radiazione; per gli uomini si utilizzava un dispositivo apposito che irradiava i testicoli. Le radiazioni duravano più minuti con conseguenze letali inevitabili per le ustioni provocate. Per essere certi delle conseguenze delle radiazioni venivano asportati i testicoli e le ovaie delle vittime ed inviati a Breslavia per un esame istologico diretto.
Per accertare se le radiazioni avessero devitalizzato gli spermatozoi Schumann si serviva di uno strumento da lui inventato: con un tubo rivestito di gomma stimolava la ghiandola prostatica sino all'eiaculazione.
Le operazioni di orchiectomia e di ovariectomia erano affidate a medici polacchi internati, tra cui il dott. Wladyslaw Dering. Eseguiva le operazioni anche il dott. Maximilian Samuel, medico tedesco ebreo del campo, che collaborava con i medici nazisti nella speranza di salvare la sua vita e quella della figlia anch'essa internata. Nessuno dei due alla fine si salvò dallo sterminio nazista.
Dopo i numerosi esperimenti con un alto numero di vittime, soprattutto tra donne greche molto giovani, Schumann concluse, scrivendone anche ad Heinrich Himmler che il metodo da lui seguito non dava affidamento e soprattutto non era economico. Consigliava quindi di puntare sull'efficacia sicura della sterilizzazione chirurgica.

### L'impunità finale
Lasciato Auschwitz nel settembre del 1944, Schumann tornò a fare il medico nell'ex centro di eutanasia di Sonnenstein trasformato in un ospedale militare dove fu catturato dagli americani nel gennaio del 1945.
Non identificato, liberato nell'aprile dello stesso anno il medico nazista sotto falsa identità divenne medico dello sport nella città di Gladbeck.
Gli fu fatale la richiesta di un'autorizzazione per il possesso di un fucile da caccia che portò alla sua identificazione e ad un mandato d'arresto a suo carico nel 1951.
Schumann riuscì a sfuggire all'arresto lavorando per tre anni come medico di bordo su una nave mercantile e riuscendo alla fine ad ottenere un passaporto giapponese nel 1954.
Fuggito prima in Egitto riuscì poi a riparare a Khartoum, in Sudan, dove divenne primario in un ospedale. 
Riconosciuto nel 1962 da un sopravvissuto di Auschwitz fuggì in Ghana, ricevendo la protezione del capo di Stato, Kwame Nkrumah. Fu a lungo braccato in Africa dall'agente del Mossad Yakoov Meidad (1919-2012), che partecipò a Buenos Aires insieme a Zvi Aharoni e alla sua squadra al rapimento (maggio 1960) di Adolf Eichmann e all'esecuzione in Uruguay (febbraio 1965) del criminale lettone Herberts Cukurs.
Estradato nel 1966 dal Ghana nella Germania occidentale, fu messo sotto processo per crimini di guerra a Francoforte il 23 settembre 1970 e condannato al carcere da cui fu dimesso a 65 anni d'età per gravi motivi di salute il 29 luglio del 1972. In realtà, nonostante i gravi scompensi cardiaci dichiarati, egli sopravvisse ancora per undici anni sino alla morte avvenuta il 5 maggio del 1983.